# Aldo D'Ambrosi
Aldo D'Ambrosi (Roma, 6 marzo 1928) è un ex calciatore italiano, di ruolo portiere.

## Carriera
Nella stagione 1948-1949 fa il suo esordio nel calcio professionistico, giocando 2 partite in Serie C con la maglia del Grosseto; nella stagione 1949-1950 e nella stagione 1950-1951 continua a militare nei toscani, con cui gioca altre 32 partite (19 nella prima stagione e 13 nella seconda). Nel 1951 viene ceduto alla Salernitana, con cui nella stagione 1951-1952 esordisce in Serie B, categoria in cui subisce 21 reti in 18 presenze; viene riconfermato in squadra per la stagione 1952-1953, nella quale subisce 26 reti in 22 presenze nella serie cadetta. L'anno seguente fa parte della rosa del Genoa, società di Serie A, con cui però non scende mai in campo in partite ufficiali.
Nella stagione 1954-1955 gioca in IV Serie con il Siena: con i toscani vince lo Scudetto Dilettanti, subendo 6 reti in 5 presenze; nella stagione successiva gioca nuovamente in IV Serie, questa volta con la maglia del Lecce: con i giallorossi gioca in totale 3 partite, nelle quali subisce in tutto 4 reti. Gioca poi nel massimo livello dilettantistico anche con il San Lorenzo Artiglio e, nella stagione 1958-1959, con il Tivoli.
Dal 1963 al 1966 veste invece la maglia della Viterbese, con cui gioca 3 campionati consecutivi in Serie D: nella prima stagione colleziona 19 presenze, mentre nella stagione 1964-1965 e nella stagione 1965-1966 gioca stabilmente da titolare, totalizzando rispettivamente 30 e 31 presenze e vincendo il campionato (con conseguente promozione in Serie C) nella sua ultima stagione con la squadra laziale.

## Palmarès

### Club

#### Competizioni nazionali
- Scudetto Dilettanti: 1

Siena: 1954-1955
- Serie D: 1

Viterbese: 1965-1966